# Lipogomphus
Lipogomphus is een geslacht van wantsen uit de familie van de Hebridae. Het geslacht werd voor het eerst wetenschappelijk beschreven door Berg in 1879.

## Soorten
Het genus bevat de volgende soorten:

- Lipogomphus accola (Drake & Chapman, 1958)
- Lipogomphus brevis (Champion, 1898)
- Lipogomphus lacuniferus Berg, 1879
- Lipogomphus leucosticta (Champion, 1898)